# Разкошна глориоза
Разкошната глориоза (Gloriosa superba), известна още като огнена лилия, е вид цъфтящо растение от семейство Колхикови (Colchicaceae).

## Етимология
Името на цветето – глориоза, в превод означава „слава“.

## Местоообитание
Родината на цветето е тропическа Африка, части от Азия и Австралия.
Расте в много видове местообитания, включително тропически джунгли, гори, гъсталаци, гори, пасища и пясъчни дюни. Може да вирее в бедни на хранителни вещества почви. Намира се на височина до 2500 м.
Растението вероятно се опрашва от пеперуди и птици от семейство Нектарникови.

## Описание
Това е многогодишно тревисто растение със стъбло достигащо до 4 метра на дължина. Листата са разположени предимно последователно, но могат да бъдат и срещуположни. Те са донякъде с копиевидна форма и имат дължина от 13 до 20 см. Цветовете на разкошната глориоза се състоят от 6 венчелистчета, с дължина от 5 до 7,6 см. Обикновено са яркочервени до оранжеви и понякога са прошарени от жълтеникави ивици. Разполагат с 6 тичинки, дълги до 4 см и носещи големи прашници в края си, от които се изпуска голямо количество прашец.
Плодникът може да бъде с дължина над 6 см. Теглото на един цвят може да тежи над 2,5 грама. Плодът на растението представлява месеста капсула с дължина от 6 до 12 см, съдържаща червени семена.

## Отглеждане
Растението може да се размножава по полов път чрез семена или вегетативно чрез разделяне на коренището. Проблемите по време на отглеждането включват неадекватно опрашване, гъбични заболявания по листа и гниене на грудки, както и вредители по културите като молците Polytela gloriosa и Chrysodeixis chalcites. Също така е култура, която се размножава бавно; всяка разделена грудка произвежда само едно допълнително растение за една година. Проведени са експерименти ин витро с култура на растителна тъкан, като някои увеличават добива си.

## Приложения

### Декоративно растение
Растението се отглежда като декоративно растение.

### Храна
От растението се консумират плодовете и коренищата. Плодовете се сушат и разцепват, а семената се отстраняват и се сушат допълнително. Семената и коренищата се продават цели, на прах или като маслени екстракти.

### Медицина
Богатото на алкалоиди растение отдавна се използва като традиционна медицина в много култури. Използва се при лечение на подагра, безплодие, открити рани, ухапване от змия, язви, артрит, холера, колики, бъбречни проблеми, тиф, сърбеж, проказа, натъртвания, навяхвания, хемороиди, рак, импотентност, нощна полюция, едра шарка, полово предавани болести и много видове вътрешни паразити. Използван е като слабително и алекситерично средство. Сокът се използва за лечение на акне и въшки. При бременна жена може да причини аборт. В някои части на Индия екстракти от коренището се прилагат локално по време на раждане, за да се намали болката при раждане.

### Други
Други приложения на това растение включват отрова за стрели в Нигерия и репелент за змии в Индия.

## Култура
Глориозата е националното цвете на Зимбабве. Това е и националното цвете на Тамил Илам и държавното цвете на индийския щат Тамил Наду.
През 1947 г. кралица Елизабет II получава диамантена брошка във формата на това цвете за двадесет и първия си рожден ден, докато пътува в Родезия, сега наречена Зимбабве.
Някои култури го смятат за магическо цвете. Цветята са част от религиозните ритуали.